# 雅科夫·彼得斯

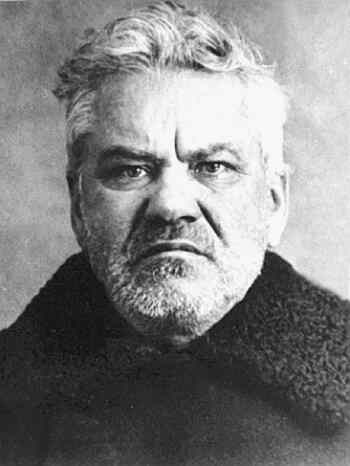
1937

雅科夫·彼得斯（1886年12月3日—1938年4月25日）拉脱维亚共产主义革命家，曾参与苏联的建立，与捷尔任斯基同为苏联秘密警察契卡的创始人。1918年起为契卡副主席，1918年7月7日至8月22日，左翼社会革命党起义，捷尔任斯基被劫持期间，彼得斯曾短暂担任契卡主席。

## 外部連結
- Biography of Peters （页面存档备份，存于） （俄文）